# Poesula
Poesula là một chi bướm đêm thuộc họ Erebidae.